# Orstomisis
Orstomisis is een geslacht van neteldieren uit de klasse van de Anthozoa (bloemdieren).

## Soort
- Orstomisis crosnieri Bayer, 1990